# Heikki Kovalainen
Heikki Johannes Kovalainen (Suomussalmi, 19 de outubro de 1981) é um automobilista finlandês.
Tornou-se conhecido em 2005, após sagrar-se vice-campeão da GP2 Series com a equipe Arden International. Perdeu naquele ano para o alemão Nico Rosberg.

## Carreira
Assim como a maioria dos pilotos, a carreira de Kovalainen começou no kart, onde competiu entre 1991 e 2000.
Em 2001 passou a correr na Fórmula Renault inglesa, onde terminou em quarto lugar.
Em 2005 passou a disputar a GP2, onde foi vice-campeão.

### Fórmula 1

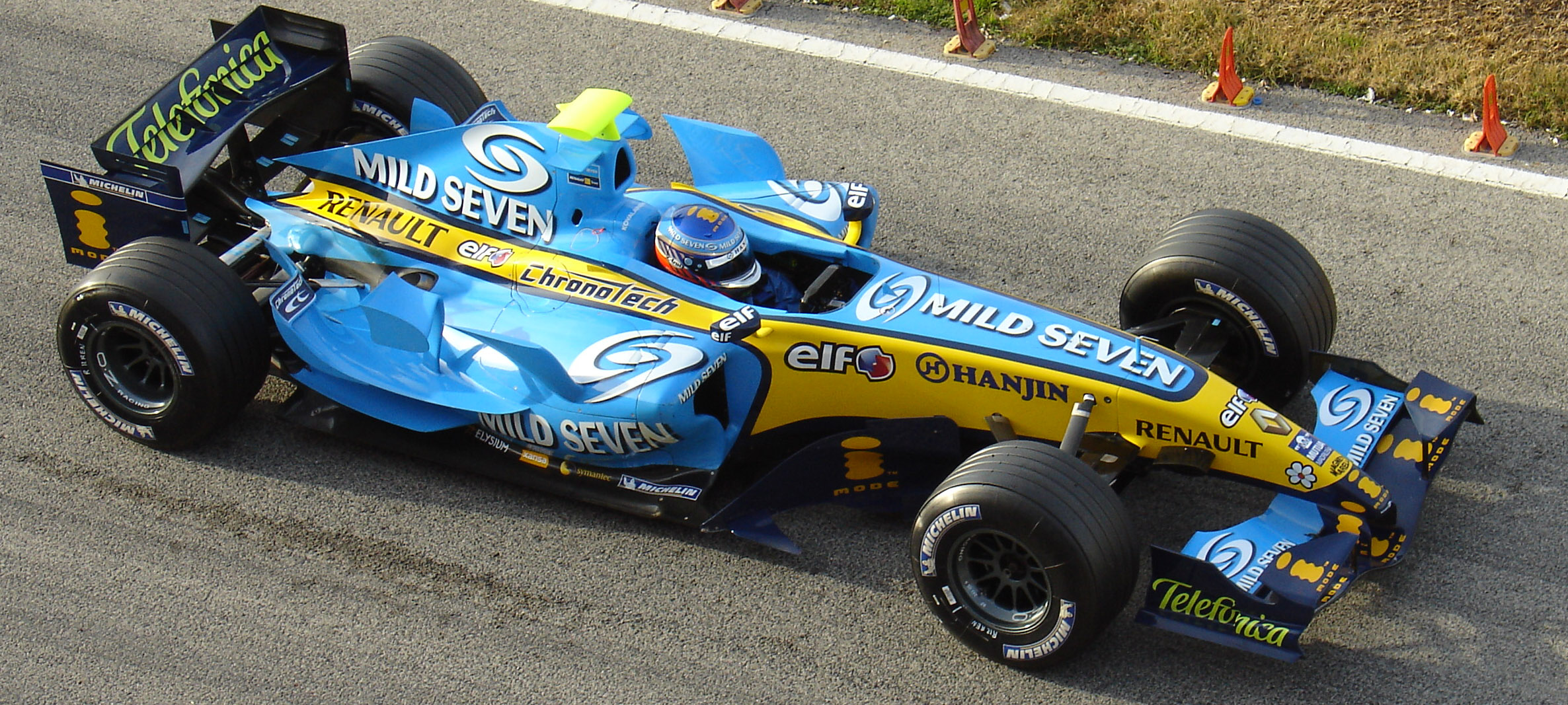
Kovalainen testando pela Renault em 2006, no Circuito de Valência.

Ao final de 2005 assumiu o lugar de Franck Montagny como principal piloto de testes da Renault.
Em 2007, com a saída do espanhol Fernando Alonso, tornou-se segundo piloto da Renault, correndo ao lado do italiano Giancarlo Fisichella. Acabou o ano de 2007 com o único pódio da equipe franco-britânica, quando terminou em 2º lugar no Grande Prêmio do Japão de 2007.
Na temporada de 2008, rumou para a equipe McLaren, após o retorno de Fernando Alonso para a Renault. Na McLaren, foi companheiro do inglês Lewis Hamilton. Heikki conseguiu sua primeira vitória no Grande Prêmio da Hungria graças a quebra do motor de Felipe Massa na última volta Grande Prêmio da Hungria de 2008, sendo o 100º piloto a ganhar um Grande Prêmio.
Em 14 de dezembro de 2009 a Lotus Racing (renomeada para Team Lotus para disputar a temporada de 2011) anunciou o italiano Jarno Trulli e o finlandês Heikki Kovalainen como dupla de pilotos para 2010. Disputou ainda as temporadas de 2011 e 2012. Ficou fora de quase toda a temporada 2013, voltando apenas para disputar as duas últimas etapas substituindo Kimi Räikkönen na Lotus F1 Team.

### Super GT

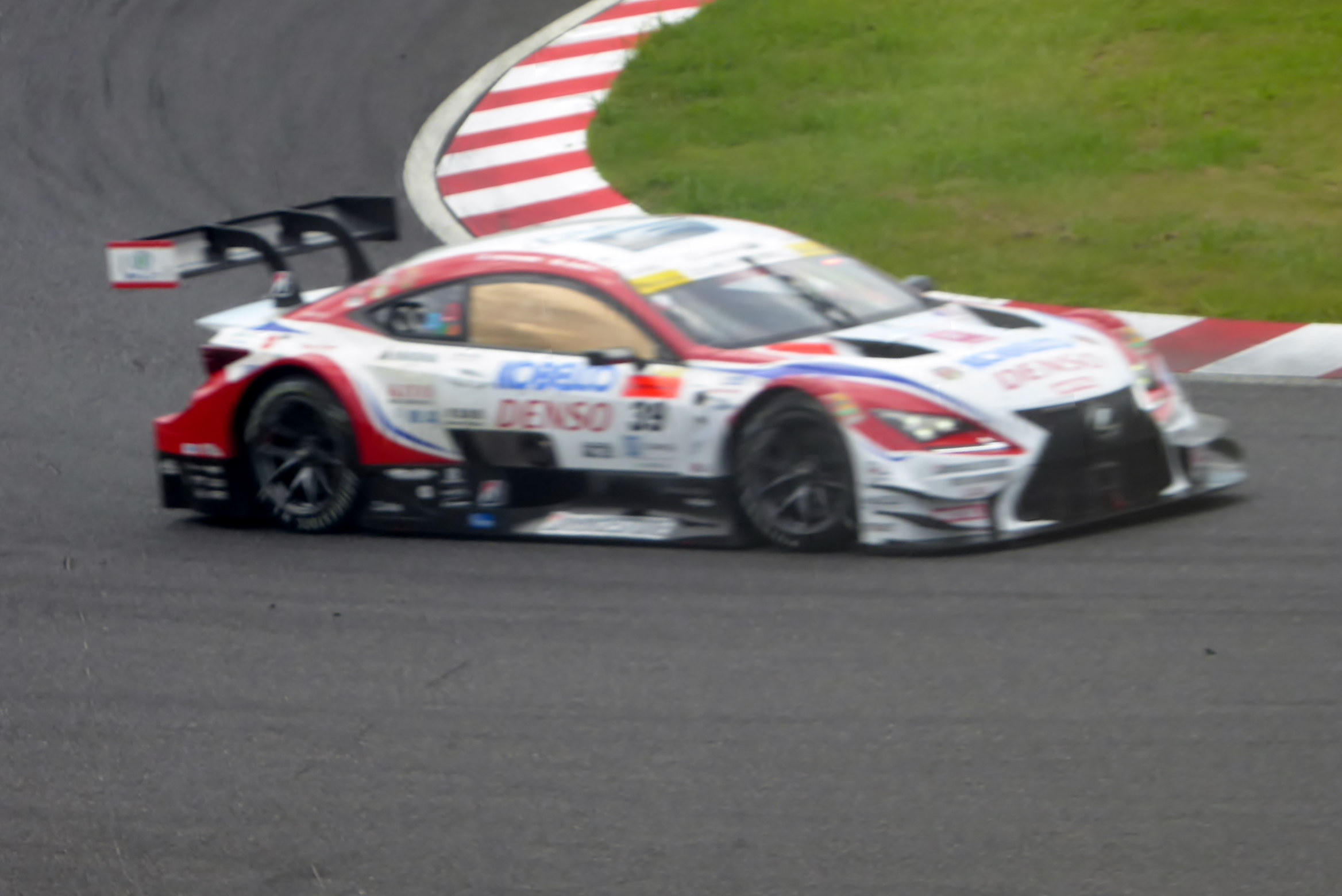
Kovalainen na Super GT em 2016.

Após a Fórmula 1 foi para a Super GT a partir de 2015 pela equipe Lexus Team SARD, foi campeão da categoria em 2016

## Resultados na Fórmula 1
| Temporada | Equipe                    | Chassis        | Motor                   | 1       | 2       | 3      | 4       | 5       | 6       | 7       | 8       | 9       | 10     | 11      | 12     | 13     | 14     | 15      | 16      | 17      | 18     | 19     | 20     | Classificação | Pontos |
| --------- | ------------------------- | -------------- | ----------------------- | ------- | ------- | ------ | ------- | ------- | ------- | ------- | ------- | ------- | ------ | ------- | ------ | ------ | ------ | ------- | ------- | ------- | ------ | ------ | ------ | ------------- | ------ |
| 2007      | ING Renault F1 Team       | Renault R27    | Renault RS27 2.4 V8     | AUS 10  | MAL 8   | BAR 9  | ESP 7   | MON 13  | CAN 4   | EUA 5   | FRA 15  | GBR 7   | EUR 8  | HUN 8   | TUR 6  | ITA 7  | BEL 8  | JAP 2   | CHN 9   | BRA Ret |        |        |        | 7º            | 30     |
| 2008      | Vodafone McLaren Mercedes | McLaren MP4-23 | Mercedes FO 108V 2.4 V8 | AUS 5   | MAL 3   | BAR 5  | ESP Ret | TUR 12  | MON 8   | CAN 9   | FRA 4   | GBR 5   | ALE 5  | HUN 1   | EUR 4  | BEL 10 | ITA 2  | SIN 10  | JAP Ret | CHN Ret | BRA 7  |        |        | 7º            | 53     |
| 2009      | Vodafone McLaren Mercedes | McLaren MP4-24 | Mercedes FO 108W 2.4 V8 | AUS Ret | MAL Ret | CHN 5  | BAR 12  | ESP Ret | MON Ret | TUR 14  | GBR Ret | ALE 8   | HUN 5  | EUR 4   | BEL 6  | ITA 6  | SIN 7  | JAP 11  | BRA 12  | ABU 11  |        |        |        | 12º           | 22     |
| 2010      | Lotus Racing              | Lotus T127     | Cosworth CA2010 2.4 V8  | BAR 15  | AUS 13  | MAL NL | CHN 14  | ESP NL  | MON Ret | TUR Ret | CAN 16  | EUR Ret | GBR 17 | ALE Ret | HUN 14 | BEL 16 | ITA 18 | SIN Ret | JAP 12  | COR 13  | BRA 18 | ABU 17 |        | 20°           | 0      |
| 2011      | Team Lotus                | Lotus T128     | Renault RS27 2.4 V8     | AUS Ret | MAL 15  | CHN 16 | TUR 19  | ESP Ret | MON 14  | CAN Ret | EUR 19  | GBR Ret | ALE 16 | HUN Ret | BEL 15 | ITA 13 | SIN 16 | JAP 18  | COR 14  | IND 14  | ABU 17 | BRA 16 |        | 22º           | 0      |
| 2012      | Caterham F1 Team          | Caterham CT01  | Renault RS27-2012 V8    | AUS Ret | MAL 18  | CHN 23 | BAR 17  | ESP 16  | MON 13  | CAN 18  | EUR 14  | GBR 17  | ALE 16 | HUN 17  | BEL 17 | ITA 14 | SIN 15 | JAP 15  | COR 17  | IND 18  | ABU 13 | EUA 18 | BRA 14 | 22º           | 0      |
| 2013      | Lotus F1 Team             | Lotus E21      | Renault RS27-2013 V8    | AUS NP  | MAL NP  | CHN NP | BAR NP  | ESP NP  | MON NP  | CAN NP  | GBR NP  | ALE NP  | HUN NP | BEL NP  | ITA NP | SIN NP | JAP NP | COR NP  | IND NP  | ABU NP  | EUA 14 | BRA 14 |        | 21º           | 0      |